# Menta y limón
«Menta y limón» es una canción compuesta por el cantautor argentino Roque Narvaja. Fue el primer corte de difusión perteneciente a su álbum Un amante de cartón, grabado y editado en 1981 bajo el sello Interdisc.

## Historia
La canción fue compuesta en sus años de exilio en España debido a las constantes amenazas que recibía el artista debido a su inclinación política. La letra aborda una relación amorosa que no está bien y tiene que separarse; por lo que todo comienza de cero. Sin embargo, aunque las circunstancias hicieron imposible aquella pareja, el amor era verdadero y él ahora masca su soledad y rememora a la persona amada. Curiosamente, el tema estaba inspirado en la relación del cantautor con su pareja; luego de este éxito, Narvaja se divorcia de su esposa.

## Versiones
La canción fue regrabada por varios cantantes.
- Alfredo Alejandro
- Andrés de León
- Celia Cruz
- La Húngara
- Yuri
- José Augusto en portugués (Tudo Deu Em Nada)[4]
- Amelinha en portugués (Tudo Deu Em Nada)
- Zezé di Camargo y Luciano en portugués (Tudo Deu Em Nada)